# Konstantin Pliyev
Konstantin Igorevich Pliyev (tiếng Nga: Константин Игоревич Плиев; sinh ngày 26 tháng 10 năm 1996) là một cầu thủ bóng đá người Nga. Anh chơi ở vị trí trung vệ cho F.K. Rostov.

## Sự nghiệp câu lạc bộ
Anh ra mắt chuyên nghiệp tại Giải bóng đá chuyên nghiệp quốc gia Nga cho F.K. Alania Vladikavkaz vào ngày 12 tháng 8 năm 2014 trong trận đấu với F.K. Anzhi-2 Makhachkala.

## Thống kê sự nghiệp
Tính đến 13 tháng 5 năm 2018
| Câu lạc bộ                 | Mùa giải            | Giải vô địch                | Giải vô địch | Giải vô địch | Cúp     | Cúp       | Châu lục | Châu lục  | Tổng cộng | Tổng cộng |
| Câu lạc bộ                 | Mùa giải            | Hạng đấu                    | Số trận      | Bàn thắng    | Số trận | Bàn thắng | Số trận  | Bàn thắng | Số trận   | Bàn thắng |
| -------------------------- | ------------------- | --------------------------- | ------------ | ------------ | ------- | --------- | -------- | --------- | --------- | --------- |
| Alania/Spartak Vladikavkaz | 2012–13             | Giải bóng đá ngoại hạng Nga | 0            | 0            | 0       | 0         | –        | –         | 0         | 0         |
| Alania/Spartak Vladikavkaz | 2014–15             | PFL                         | 22           | 1            | 0       | 0         | –        | –         | 22        | 1         |
| Alania/Spartak Vladikavkaz | 2015–16             | PFL                         | 17           | 0            | 1       | 0         | –        | –         | 18        | 0         |
| Alania/Spartak Vladikavkaz | Tổng cộng           | Tổng cộng                   | 39           | 1            | 1       | 0         | 0        | 0         | 40        | 1         |
| Volgar Astrakhan           | 2015–16             | FNL                         | 2            | 0            | –       | –         | –        | –         | 2         | 0         |
| Volgar Astrakhan           | 2016–17             | FNL                         | 26           | 1            | 2       | 0         | –        | –         | 28        | 1         |
| Volgar Astrakhan           | 2017–18             | FNL                         | 15           | 0            | 1       | 0         | –        | –         | 16        | 0         |
| Volgar Astrakhan           | Tổng cộng           | Tổng cộng                   | 43           | 1            | 3       | 0         | 0        | 0         | 46        | 1         |
| Rostov                     | 2017–18             | Giải bóng đá ngoại hạng Nga | 1            | 0            | –       | –         | –        | –         | 1         | 0         |
| Tổng cộng sự nghiệp        | Tổng cộng sự nghiệp | Tổng cộng sự nghiệp         | 83           | 2            | 4       | 0         | 0        | 0         | 87        | 2         |